# Neotherina nomia
Neotherina nomia är en fjärilsart som beskrevs av Druce 1892. Neotherina nomia ingår i släktet Neotherina och familjen mätare. Inga underarter finns listade i Catalogue of Life.